# Agencia Federal de Prisiones
La Agencia Federal de Prisiones (o Bureau Federal de Prisiones, idioma inglés: Federal Bureau of Prisons, BOP) es una agencia del Departamento de Justicia de los Estados Unidos.
La agencia gestiona prisiones y cárceles federales. Tiene su sede en Washington D. C., seis oficinas, y más de 119 instituciones. Las prisiones y cárceles del BOP albergan criminales que hayan cometido delitos graves en Washington D. C., y los que hayan cometido delitos federales (los tipificados en la legislación federal, a diferencia de los delitos estatales que son tipificados en las leyes de cada estado).

## Galería

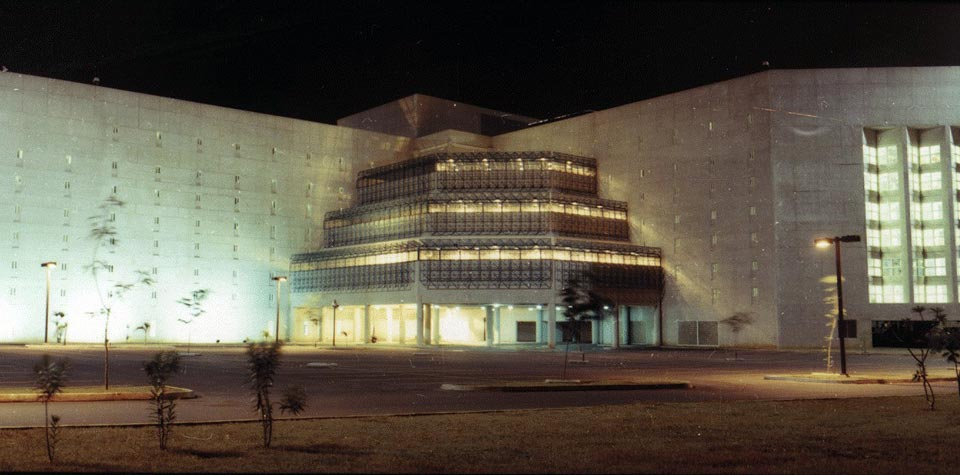
Centro Metropolitano de Detención, Guaynabo - Guaynabo, Puerto Rico